# Vittorio Cordero di Montezemolo
Vittorio Cordero di Montezemolo (Mondovì, 14 aprile 1862 – Mondovì, 21 novembre 1950) è stato un generale e aviatore italiano, pioniere dell'aviazione, primo comandante del reparto aviazione del presso il battaglione specialisti del genio (1910-1912).

## Biografia
Nacque il 14 aprile 1862 a Mondovì (provincia di Cuneo), figlio del marchese Cesare e di Sofia dei conti Lanza. Apparteneva alla stirpe dei Cordero di Montezemolo. Dopo aver frequentato la Regia Accademia di Artiglieria e Genio di Torino e la Scuola di applicazione d'arma di artiglieria e genio, nel 1882 fu nominato tenente dell'arma di artiglieria. Dal 1885 al 1886 partecipò alla guerra d'Eritrea; promosso capitano nel 1888, prestò servizio presso la direzione di artiglieria di Bologna e successivamente alla Scuola di guerra. Divenuto maggiore nel 1903, fu addetto all'ispettorato di artiglieria e poco tempo dopo transitava al battaglione specialisti del genio per la formazione e l'addestramento del 1º Reparto di aviatori militari.  Nel 1903 pubblicò a Roma il libro Studio sulla navigazione aerea, che trattava su basi scientifiche il problema del volo.
Il 7 giugno 1905 effettuò il primo tentativo di volo non a vela con un mezzo più pesante dell'aria in Italia pilotando l'aerostave Bertelli, connubio tra aerostato e aeroplano costruito con la sua consulenza dall'industriale bresciano Achille Bertelli. Il tentativo, effettuato in piazza d'armi a Roma , non ebbe esito positivo in quanto il motore dell'elica non funzionò. L'aerostave fu innalzata, trainata da cavalli al galoppo, fino a una altezza di cinquanta metri. Dopo tre giri della piazza, caduto un cavallo, il traino si interruppe bruscamente, l'apparecchio cadde, ed egli riportò escoriazioni e distorsioni.
Promosso tenente colonnello nel 1910, tra quell'anno e il 1912, come comandante del reparto aviazione, pilotò diversi aerei sui campi di Centocelle (Roma) e Mirafiori (Torino). Il 4 agosto 1911, dopo il trasferimento del reparto aviazione da Centocelle alle nuove sedi di Aviano (Pordenone) e Cascina Malpensa (Varese) volò, come passeggero, con il tenente Leopoldo De Rada, da Aviano ad Udine, battendo il primato di durata di volo con passeggero percorrendo 70 km in un'ora e 15 minuti. In quell'anno si tennero le grandi manovre del Regio Esercito nel Monferrato, ed egli inviò una squadriglia con i suoi hangar di tela portatili ad ambedue i partiti contrapposti, e poi cinque piloti che effettuarono il raid Bologna-Rimini-Venezia-Bologna arrivando nei primi posti.
Nel 1910 pubblicò l'articolo Progetto di un aeroplano ad equilibrio automatico senza timone e sulla stessa rivista pubblicò successivamente l'articolo Le ali battenti, in cui espose la teoria dell'ortottero', un apparecchio per la navigazione aerea nel quale le ali sono il mezzo di sostentamento e di propulsione. Al questo problema dell'ortottero dedicò anni di studio e di perfezionamenti nonostante l'insuccesso delle prove fatte a Guidonia con un prototipo a pedali egli si augurò per il suo apparecchio, che secondo lui era il sistema più economico di sostentamento nell'aria, un notevole sviluppo nel futuro.
Nominato comandante del 2º Reparto aviazione presso il battaglione specialisti del genio; partecipava alla guerra italo-turca come comandante delle squadriglie aviatori. Dopo lo scoppio delle ostilità inviò a Tripoli un reparto di aerei ed aviatori posti alle dipendenze del Regio Esercito, ricevendo poi costanti richieste per l'invio di nuovi mezzi e personale.
Nel settembre 1912 lasciò l'incarico di comandante del reparto aviazione, sostituito da Giulio Douhet, e nel 1913 fu trasferito a Torino, presso il Reggimento artiglieria da campagna. L'interruzione dell'attività aeronautica non segnò per lui la cessazione degli studi su tale materia. Promosso colonnello durante la prima guerra mondiale, nel 1917 fu inviato a Genova dal Comando Supremo per organizzarne la difesa antiaerea. Posto in posizione ausiliaria nel 1920, fu promosso generale di divisione nel 1923. Si spense a Mondovì il 21 novembre 1950.
Da segnalare una sua comunicazione, dal titolo Sui proietti slittanti, presentata alla XIX riunione della Società italiana per il progresso delle scienze, tenutasi a Bolzano nel settembre 1930 e Trento dove descrisse un nuovo tipo di proiettile, costituito da un disco piatto rotante velocemente attorno al suo asse, lanciato meccanicamente, capace di colpire bersagli a grande distanza.

## Pubblicazioni
- Studio sulla navigazione aerea, Enrico Voghera, Roma, 1903.

### Annotazioni
1. ↑  Il proiettile era definito "slittante" perché compiva la parte discendente della traiettoria planando nell'aria.

### Fonti
1. 1 2 3 4 5 6 7 8   Umberto D'Aquino, Vittorio Cordero di Montezemolo, in Dizionario biografico degli italiani, vol. 28, Roma, Istituto dell'Enciclopedia Italiana, 1983.
2. ↑  Ferrari 2004, p. 23.
3. 1 2 3 4 5  Rivista Aeronautica n.3, marzo 1950, p. 186.
4. 1 2 3 4  Mancini 1936, p. 86.
5. ↑  Mancini 1936, p. 236.
6. ↑  Fraschetti 1986, p. 16.
7. ↑  Fraschetti 1986, p. 19.
8. ↑  Fraschetti 1986, p. 17.
9. ↑  Rivista di artiglieria e genio, XXVII [1910], 3, pp. 481-504.
10. ↑  Rivista di artiglieria e genio, XLIX [1930], 5, pp. 627-646.
11. ↑  L'ortottero, in Il Politecnico, LXXXIII[1935], 5, pp. 258-265, e l'opuscolo Teoria dell'ortottero, Roma 1936.
12. ↑  Fraschetti 1986, p. 14.
13. ↑  Finizio 2017, p. 48.
14. ↑  Fraschetti 1986, p. 36.
15. ↑  Il resoconto si trova sulla rivista L'Aerotecnica, IX [1931], I, pp. 94 e seguenti.